# Chavigny (Aisne)
Chavigny es una comuna francesa, situada en el departamento de Aisne, de la región de Alta Francia. Está integrada en la comunidad de aglomeración GrandSoissons Agglomération.

## Demografía
| 143 | 148 | 133 | 166 | 159 | 153 | 154 | 134 |
| Para los censos de 1962 a 1999 la población legal corresponde a la población sin duplicidades (Fuente: INSEE [Consultar]) |     |     |     |     |     |     |     |